# Popzillas
Die Popzillas waren ein Pop- und Punkrock-Quartett aus Magstadt.

## Geschichte
Die Popzillas wurden 2003 gegründet. Sie bestanden aus ehemaligen Mitgliedern der Bands Swoons, Bam Bams und Faked ID. Die Band veranstaltete Club-Touren durch Österreich, Italien und Großbritannien und spielte 2005 im Cavern Club. Ihre erste Single Pandora Pop wurde 2004 für einen Werbespot der Automarke Opel verwendet. Die Nachfolgesingle Tu e l’estate erschien nur in Italien.
Die Band trennte sich im Jahr 2008.

## Diskografie

### Singles
- Pandora Pop (Vitaminepillen Records, 2003)
- Tu e l’estate (Nicotine Records, 2004 – nur in Italien)
- Pandora Pop (Wolverine Records, 2006)

### Alben
- The Incredible Adventures of Pandora Pop (Wolverine Records, 2006)